# شهرستان سورگوتسکی
شهرستان سورگوتسکی (به لاتین: Surgutsky District) یک شهرستان در روسیه است که در ناحیه خودگردان خانتی-مانسی واقع شده‌است.